# Davide Baiocco
Davide Baiocco (Perugia, 8 maggio 1975) è un ex calciatore italiano, di ruolo centrocampista.

## Caratteristiche tecniche
Era un centrocampista dinamico, energico nei contrasti e intelligente tatticamente.

## Carriera

### Giocatore

Baiocco (accosciato, primo da sinistra) nella Viterbese della stagione 1998-1999

Cresciuto nelle giovanili del Gubbio, debutta in prima squadra nel Campionato Nazionale Dilettanti 1993-1994. Passato al Perugia, viene aggregato alla Primavera dei Grifoni, con cui esordisce in Serie B nella stagione 1995-1996 conclusa con la promozione in Serie A. Nelle annate successive viene ceduto in prestito in Serie C, al Fano e al Siena. Rientrato al Perugia, debutta in Serie A il 4 ottobre 1998 sul campo dell'Inter, prima di essere nuovamente girato in prestito alla Viterbese, in Serie C1. Con la formazione laziale (di proprietà della famiglia Gaucci come il Perugia) disputa due stagioni, giocando in coppia con Fabio Liverani e sfiorando la promozione in Serie B nel campionato 1999-2000.
Al termine della stagione torna al Perugia, inizialmente per disputare la Coppa Intertoto, e in seguito imponendosi come titolare nella formazione umbra, che ottiene la salvezza schierando numerosi giocatori prelevati dalle serie inferiori sotto la guida di Serse Cosmi. Dopo un'ulteriore stagione in Serie A con il Perugia, nel 2002 approda alla Juventus per cinque miliardi di lire più Fabián O'Neill; in bianconero trova poco spazio (7 presenze in campionato) senza convincere, e a gennaio viene ceduto in prestito al Piacenza, dove non evita la retrocessione in Serie B del club emiliano. Nella stagione successiva passa sempre in prestito alla Reggina, con cui ottiene la salvezza in Serie A.
Nella stagione 2004-2005 torna nuovamente al Perugia, in Serie B, e porta la squadra umbra alla conquista dei play off per il ritorno in A, persi contro il Torino. Svincolatosi a seguito del fallimento della formazione umbra, passa al Catania con cui ottiene la promozione in Serie A al termine della stagione 2005-2006 e nella stagione 2007-2008 diventa il capitano della squadra. Nel 2009 lascia la formazione etnea (ma non la città dove ormai vive stabilmente), dopo 122 partite di campionato e 2 reti, essendo in scadenza di contratto e non rientrando più nei piani della società. Il 15 luglio 2009 firma un contratto biennale per il Brescia, in Serie B, dove è tra i più presenti nella scalata delle rondinelle alla Serie A. Il Brescia però non riesce a rimanere nella massima serie e retrocede nuovamente in Serie B.
Il 20 giugno 2011 firma per il Siracusa, società militante in Lega Pro Prima Divisione. Esordisce il 7 agosto 2011 nella sfida di Tim Cup contro il Teramo, vinta per 1-0, e colleziona 29 presenze in campionato, diventando capitano della formazione siciliana che manca la promozione in Serie B ai play-off. A fine stagione si svincola, a causa della mancata iscrizione del club siciliano al campionato, e viene ingaggiato dalla Cremonese, sempre in Prima Divisione. Rimane in forza ai grigiorossi per una stagione e mezza, fino al gennaio 2014, quando passa all'Alessandria, in Lega Pro Seconda Divisione. A fine stagione rimane svincolato, e torna in Sicilia nelle file dell'Akragas. Con la società agrigentina vince l'ennesimo campionato ritornando a giocare in Lega Pro.
Nell'estate 2015 torna al Catania: inizialmente contattato per un ruolo dirigenziale, decide in seguito di proseguire la carriera agonistica con i siciliani, sua squadra già dal 2005 al 2009, tuttavia la società decide di non tesserarlo, e di lasciarlo quindi libero di cercarsi un'altra squadra. Il 1º settembre 2015 torna allora a vestire la maglia del Siracusa, contribuendo alla vittoria del Girone I del campionato di Serie D e al conseguente ritorno in Lega Pro degli azzurri. L'11 luglio 2016, viene riconfermato dal Siracusa per la stagione 2016-2017,
Il 14 dicembre lascia la squadra aretusea, decidendo però di andare a giocare nell'altra squadra della famiglia Cutrufo, già proprietaria del Siracusa, ossia il Palazzolo, militante nel girone B dell'Eccellenza Sicilia.
Il 23 aprile 2017 vince il campionato di Eccellenza con la maglia del Palazzolo contribuendo alla promozione del club in Serie D a distanza di quattro anni dall'ultima volta.
Il 30 agosto 2017 raggiunge l'accordo con il Biancavilla, formazione catanese militante in Eccellenza. A gennaio 2018, contestualmente all'esonero del tecnico biancavillese, Baiocco prende la decisione di smettere con il calcio giocato, dichiarando di non rivedersi più in questo sistema calcio.

### Allenatore
Nel 2021 allena il Casa del Diavolo in Promozione Umbra, nel 2022 è alla guida del PGS Don Bosco in Seconda Categoria. Nella stagione 2023-2024 ha allenato la primavera del Gubbio.

## Dopo il ritiro
Il 18 luglio 2023 ufficializza la sua candidatura a sindaco di Perugia, sua città natale che andrà al voto nel 2024, venendo sostenuto da Stefano Bandecchi, sindaco di Terni ed ex presidente della Ternana. Decide però di candidarsi senza il simbolo di Alternativa Popolare ma solo con il sostegno delle liste Forza Perugia e Alternativa Riformista - Italexit  raccogliendo tuttavia solo lo 0,76% senza alcun eletto.

## Statistiche

### Presenze e reti nei club
| Stagione         | Squadra          | Campionato       | Campionato | Campionato | Coppe nazionali | Coppe nazionali | Coppe nazionali | Coppe continentali | Coppe continentali | Coppe continentali | Altre coppe | Altre coppe | Altre coppe | Totale | Totale |
| Stagione         | Squadra          | Comp             | Pres       | Reti       | Comp            | Pres            | Reti            | Comp               | Pres               | Reti               | Comp        | Pres        | Reti        | Pres   | Reti   |
| ---------------- | ---------------- | ---------------- | ---------- | ---------- | --------------- | --------------- | --------------- | ------------------ | ------------------ | ------------------ | ----------- | ----------- | ----------- | ------ | ------ |
| 1992-1993        | Gubbio           | CND              | 6          | 0          | -               | -               | -               | -                  | -                  | -                  | -           | -           | -           | 6      | 0      |
| 1993-1994        | Gubbio           | CND              | 28         | 0          | -               | -               | -               | -                  | -                  | -                  | -           | -           | -           | 28     | 0      |
| 1994-1995        | Perugia          | B                | 0          | 0          | CI              | 0               | 0               | -                  | -                  | -                  | -           | -           | -           | 0      | 0      |
| 1995-1996        | Perugia          | B                | 4          | 0          | CI              | 1               | 0               | -                  | -                  | -                  | -           | -           | -           | 5      | 0      |
| 1996-1997        | Fano             | C2               | 28         | 2          | CI-C            | 0               | 0               | -                  | -                  | -                  | -           | -           | -           | 28     | 2      |
| 1997-1998        | Siena            | C1               | 29         | 0          | CI-C            | 0               | 0               | -                  | -                  | -                  | -           | -           | -           | 29     | 0      |
| set.-nov. 1998   | Perugia          | A                | 1          | 0          | CI              | 0               | 0               | -                  | -                  | -                  | -           | -           | -           | 1      | 0      |
| nov. 1998-1999   | Viterbese        | C2               | 23         | 0          | CI-C            | 0               | 0               | -                  | -                  | -                  | -           | -           | -           | 23     | 0      |
| 1999-2000        | Viterbese        | C1               | 29         | 3          | CI-C            | 0               | 0               | -                  | -                  | -                  | -           | -           | -           | 29     | 3      |
| Totale Viterbese | Totale Viterbese | Totale Viterbese | 52         | 3          |                 | 0               | 0               |                    | -                  | -                  |             | -           | -           | 52     | 3      |
| 2000-2001        | Perugia          | A                | 31         | 1          | CI              | 2               | 0               | Int                | 2                  | 0                  | -           | -           | -           | 35     | 1      |
| 2001-2002        | Perugia          | A                | 32         | 1          | CI              | 3               | 0               | -                  | -                  | -                  | -           | -           | -           | 35     | 1      |
| 2002-gen. 2003   | Juventus         | A                | 7          | 0          | CI              | 4               | 0               | UCL                | 4                  | 0                  | SI          | 1           | 0           | 16     | 0      |
| gen.-giu. 2003   | Piacenza         | A                | 16         | 0          | CI              | 0               | 0               | -                  | -                  | -                  | -           | -           | -           | 16     | 0      |
| 2003-2004        | Reggina          | A                | 28         | 0          | CI              | 3               | 0               | -                  | -                  | -                  | -           | -           | -           | 31     | 0      |
| 2004-2005        | Perugia          | B                | 33+2       | 2          | CI              | 0               | 0               | -                  | -                  | -                  | -           | -           | -           | 35     | 2      |
| Totale Perugia   | Totale Perugia   | Totale Perugia   | 101+2      | 4          |                 | 5               | 0               |                    | -                  | -                  |             | -           | -           | 107    | 4      |
| 2005-2006        | Catania          | B                | 36         | 0          | CI              | 0               | 0               | -                  | -                  | -                  | -           | -           | -           | 36     | 0      |
| 2006-2007        | Catania          | A                | 33         | 0          | CI              | 1               | 0               | -                  | -                  | -                  | -           | -           | -           | 34     | 0      |
| 2007-2008        | Catania          | A                | 33         | 1          | CI              | 6               | 0               | -                  | -                  | -                  | -           | -           | -           | 39     | 1      |
| 2008-2009        | Catania          | A                | 20         | 1          | CI              | 2               | 0               | -                  | -                  | -                  | -           | -           | -           | 22     | 1      |
| Totale Catania   | Totale Catania   | Totale Catania   | 122        | 2          |                 | 9               | 0               |                    | -                  | -                  |             | -           | -           | 131    | 2      |
| 2009-2010        | Brescia          | B                | 38+4       | 1          | CI              | 2               | 0               | -                  | -                  | -                  | -           | -           | -           | 44     | 1      |
| 2010-2011        | Brescia          | A                | 21         | 0          | CI              | 2               | 0               | -                  | -                  | -                  | -           | -           | -           | 23     | 0      |
| Totale Brescia   | Totale Brescia   | Totale Brescia   | 59+4       | 1          |                 | 4               | 0               |                    | -                  | -                  |             | -           | -           | 67     | 1      |
| 2011-2012        | Siracusa         | 1D               | 29+2       | 2          | CI+CI-LP        | 2+0             | 0               | -                  | -                  | -                  | -           | -           | -           | 33     | 2      |
| 2012-2013        | Cremonese        | 1D               | 21         | 0          | CI+CI-LP        | 1+1             | 0               | -                  | -                  | -                  | -           | -           | -           | 23     | 0      |
| 2013-gen. 2014   | Cremonese        | 1D               | 8          | 0          | CI+CI-LP        | 1+2             | 0               | -                  | -                  | -                  | -           | -           | -           | 11     | 0      |
| Totale Cremonese | Totale Cremonese | Totale Cremonese | 29         | 0          |                 | 5               | 0               |                    | -                  | -                  |             | -           | -           | 34     | 0      |
| gen.-giu. 2014   | Alessandria      | 2D               | 14         | 0          | CI-LP           | 0               | 0               | -                  | -                  | -                  | -           | -           | -           | 14     | 0      |
| 2014-2015        | Akragas          | D                | 28+4       | 0          | CI+CI-D         | 0+2             | 0               | -                  | -                  | -                  | -           | -           | -           | 34     | 0      |
| 2015-2016        | Siracusa         | D                | 30         | 1          | CI-D            | 0               | 0               | -                  | -                  | -                  | -           | -           | -           | 30     | 1      |
| 2016-gen. 2017   | Siracusa         | LP               | 13         | 0          | CI-LP           | 2               | 0               | -                  | -                  | -                  | -           | -           | -           | 15     | 0      |
| Totale Siracusa  | Totale Siracusa  | Totale Siracusa  | 72+2       | 2+1        |                 | 4+0             | 0               |                    | -                  | -                  |             | -           | -           | 78     | 3      |
| gen.-giu. 2017   | Palazzolo        | ECC              | 10         | 0          | -               | -               | -               | -                  | -                  | -                  | -           | -           | -           | 10     | 0      |
| 2017-2018        | Biancavilla      | ECC              | 13         | 0          | -               | -               | -               | -                  | -                  | -                  | -           | -           | -           | 13     | 0      |
| Totale carriera  | Totale carriera  | Totale carriera  | 635+12     | 15         |                 | 36              | 0               |                    | 6                  | 0                  |             | 1           | 0           | 690    | 15     |

## Palmarès

### Competizioni giovanili
- Campionato Primavera: 1

Perugia: 1995-1996

### Competizioni nazionali
- Campionato italiano Serie C2: 1

Viterbese: 1998-1999 (girone B)
- Supercoppa italiana: 1

Juventus: 2002
- Campionato italiano Serie D: 2

Akragas: 2014-2015 (girone I)
Siracusa: 2015-2016 (girone I)

### Competizioni regionali
- Eccellenza: 1

Palazzolo: 2016-2017 (girone B)